# Коллеторто
Коллеторто (італ. Colletorto) — муніципалітет в Італії, у регіоні Молізе,  провінція Кампобассо.
Коллеторто розташоване на відстані близько 210 км на схід від Рима, 28 км на північний схід від Кампобассо.
Населення — 1982 особи (2014).

## Демографія
Населення за роками:

Станом на 1 січня 2023 року в муніципалітеті офіційно проживали 42 іноземці з 13 країн, серед них 30 громадян країн Євросоюзу та 3 громадяни України.

## Сусідні муніципалітети
- Карлантіно
- Казальнуово-Монтеротаро
- Сан-Джуліано-ді-Пулья
- Сант'Елія-а-П'янізі